# معاهدة المنظمة العالمية للملكية الفكرية بشأن الملكية الفكرية والموارد الوراثية والمعارف التقليدية المرتبطة بها
معاهدة المنظمة العالمية للملكية الفكرية بشأن الملكية الفكرية، والموارد الوراثية والمعارف التقليدية المرتبطة بالموارد الوراثية أو معاهدة غراتك GRATK هي أداة قانونية دولية تهدف لمكافحة القرصنة البيولوجية من خلال متطلبات الإفصاح لمقدمي طلبات براءات الاختراع الذين تستند اختراعاتهم إلى الموارد الوراثية و/أو المعارف التقليدية المرتبطة بها.
أبرمت المعاهدة في مقر المنظمة العالمية للملكية الفكرية (الويبو) في جنيف، سويسرا، في 24 مايو/أيار 2024، بعد أكثر من عقدين من التطورات السابقة التي أجرتها اللجنة الحكومية الدولية المعنية بالملكية الفكرية والموارد الوراثية والمعارف التقليدية والفولكلور (IGC) التابعة للويبو.
وصف بعص المراقبين المعاهدة بأنها "تاريخية من عدة جوانب"، واعتبرها تجمع السكان الأصليين] "خطوة أولى نحو ضمان الوصول العادل والشفاف إلى هذه الموارد".

## الخلفية والتاريخ

### 2001-2022: عمل اللجنة الحكومية الدولية للويبو (IGC)
أنشأت الجمعية العامة للمنظمة العالمية للملكية الفكرية (الويبو) اللجنةَ الحكومية الدولية (IGC) عام 2001.
منذ عام 2010، ظلت ولاية اللجنة الحكومية الدولية تتمثل في إبرام نص توافقي من شأنه أن يسد الفجوات والثغرات بين العديد من الصكوك والأدوات القانونية الدولية القائمة التي توفر بعض الحماية، ولكنها غير كافية، سواء للمعارف التقليدية أو أشكال التعبير الثقافي التقليدي أو الموارد الوراثية (إعلان الأمم المتحدة بشأن حقوق الشعوب الأصلية، واتفاقية التنوع البيولوجي، وبروتوكول ناغويا، والمعاهدة الدولية بشأن الموارد الوراثية النباتية للأغذية والزراعة، واتفاقيات اليونسكو بشأن الثقافة والتراث غير المادي، إلخ)، والتي لا تتضمن أي منها حماية صريحة للشعوب الأصلية والمجتمعات المحلية.
عُلّقت مفاوضات اللجنة الحكومية الدولية عام 2020 بسبب فيروس كورونا المرتبط بالمتلازمة التنفسية الحادة الشديدة النوع 2 واستؤنفت في عام 2022.

### 2022: اختيار نص المسودة
عام 2022، اتفقت اللجنة الحكومية الدولية (IGC) على المضي قدمًا في الخطوات التالية لمفاوضات المعاهدة، ووافقت الويبو على عقد مؤتمر دبلوماسي بحلول عام 2024 للنظر في مسودة المعاهدة التي كانت اللجنة تعمل عليها.
واجه اختيار نص المسودة، الذي كان من المفترض أن يكون أساسًا لمفاوضات النص النهائي للمعاهدة، بعض الانتقادات من مراقبي المجتمع المدني. وقررت الجمعية العامة للويبو لعام 2022 أن النسخة القصيرة من المسودة (نص "الرئيس")، التي صاغها السفير الأسترالي إيان غروس، رئيس اللجنة الحكومية الدولية  عام 2019، ستكون أساس المفاوضات بشأن المعاهدة. وقبل هذا القرار، كان من المتوقع أن استخدام النص "الموحد"، وهو وثيقة أكثر شمولاً كانت الدول الأعضاء في اللجنة الحكومية الدولية تعمل عليها بالتوافق لسنوات، كأساس للمفاوضات.
وخلافاً للنص الموحد الذي تناول المعارف التقليدية وأشكال التعبير الثقافي التقليدي في حد ذاتها، وأشكال الملكية الفكرية المختلفة، ركز نص الرئيس فقط على حفظ الموارد الوراثية واستخدامها المستدام ونظام براءات الاختراع.
في أغسطس/آب 2023، قدمت الهند اقتراحًا يتضمن سلسلة من التعديلات على نص الرئيس، بهدف إعادة إضافة بعض العناصر من النص الموحد إلى المناقشة.

### 2023: الجلسة الخاصة للجنة الحكومية الدولية واللجنة التحضيرية
قبل انعقاد المؤتمر الدبلوماسي، تم عقد اجتماعين استثنائيين للتحضير للمؤتمر:  
- الجلسة الخاصة باللجنة الحكومية الدولية المعنية بالملكية الفكرية والموارد الوراثية والمعارف التقليدية والفولكلور (4-8 سبتمبر/أيلول 2023)
- اللجنة التحضيرية للمؤتمر الدبلوماسي (11-13 سبتمبر/أيلول، و13 ديسمبر/كانون الأول 2023).

استعرضت الجلسة الخاصة، التي عقدت في الفترة من 4 إلى 8 سبتمبر/أيلول 2023، جزءًا من نص الرئيس الذي يتضمن مواد جوهرية وموضوعية. أما اللجنة التحضيرية التي عُقدت في الأسبوع التالي، فقد تناولت الأجزاء الإدارية والإجرائية من المسودة. وقد أسفرت الاجتماعات المشتركة عن مسودة منقحة، تشكل أساسًا لمناقشات المؤتمر الدبلوماسي لعام 2024.
كما اعتمدت اللجنة التحضيرية أيضًا مشروع قواعد الإجراءات الخاصة بالمؤتمر الدبلوماسي، بالإضافة إلى قائمة المدعوين. وفي 13 سبتمبر/أيلول 2023، اضطرت اللجنة إلى تعليق جلستها بسبب عدم تقديم الدول الأعضاء مقترحات لاستضافة المؤتمر الدبلوماسي. وفي 13 ديسمبر/كانون الأول، اجتمعت اللجنة مرة أخرى لاعتماد قرار بعقد المؤتمر الدبلوماسي في مقر المنظمة العالمية للملكية الفكرية -الويبو في جنيف، نظرًا لعدم وجود مقترحات بديلة.

## المؤتمر الدبلوماسي واعتماد المعاهدة عام 2024

### تنظيم المؤتمر وانعقاده
كما هو موضح على الموقع الالكتروني للمؤتمر الدبلوماسي:
في 21 يوليو/تموز 2022، قررت الجمعية العامة للمنظمة العالمية للملكية الفكرية - ويبو عقد مؤتمر دبلوماسي لإبرام صك وأداة قانونية دولية تتعلق بالملكية الفكرية والموارد الوراثية والمعارف التقليدية المرتبطة بالموارد الوراثية في موعد أقصاه 2024.
عقد المؤتمر الدبلوماسي في جنيف، سويسرا، في الفترة ما بين 13 و24 مايو/أيار 2024. خلال المؤتمر، نوقشت المسودة الناتجة عن الجلسة الخاصة واللجنة التحضيرية وتم تعديلها.

### الاعتماد والموقّعون
اعتُمد الصك والأداة القانونية النهائية، وهو معاهدة المنظمة العالمية للملكية الفكرية بشأن الملكية الفكرية والموارد الوراثية والمعارف التقليدية المرتبطة بها (ويشار إليها غالبًا بالاختصار "غراتك GRATK")) في ليلة الخميس 23-الجمعة 24 مايو/أيار 2024، وفُتح باب التوقيع عليها في 24 مايو/أيار بعد الظهر، في مقر الويبو في جنيف.
هذه هي أول معاهدة للمنظمة العالمية للملكية الفكرية تتناول العلاقة بين الملكية الفكرية والموارد الوراثية والمعارف التقليدية، وأول معاهدة للويبو تتضمن أحكامًا محددة وخاصة بالشعوب الأصلية وكذلك المجتمعات المحلية. وبمجرد دخول المعاهدة حيز التنفيذ بعد تصديق 15 طرفًا متعاقدًا، ستُنشئ المعاهدة في القانون الدولي شرطا ومتطلبًا جديدًا للإفصاح عن مقدمي طلبات البراءات الذين تستند اختراعاتهم إلى الموارد الوراثية و/أو المعارف التقليدية المرتبطة بها
 أبرمت المعاهدة في 24 مايو/أيار 2024، وفُتح باب التوقيع عليها على الفور. تنصّ المادة 16 من المعاهدة على أن المعاهدة ستكون "مفتوحة للتوقيع عليها في المؤتمر الدبلوماسي في جنيف وسيقى المجال مفتوحاً بعد ذلك […] لمدة سنة واحدة بعد اعتمادها."
في ختام المؤتمر الدبلوماسي في 24 مايو/أيار 2024، وقّعت المعاهدة 30 دولة: الجزائر، والبوسنة والهرسك، والبرازيل، وبوركينا فاسو، وجمهورية إفريقيا الوسطى، وتشيلي، وكولومبيا، والكونغو، وساحل العاج، وإسواتيني، وغانا، وليسوتو، ومدغشقر، ومالاوي، وجزر مارشال، والمغرب، وناميبيا، ونيكاراغوا، والنيجر، ونيجيريا، ونيوي، وكوريا الشمالية، وباراغواي، وسانت فنسنت وجزر غرينادين، وساو تومي وبرينسيب، والسنغال، وجنوب إفريقيا، وتنزانيا، والأوروغواي، وفانواتو.

## التصديقات ودخول المعاهدة حيز التنفيذ
يكون باب التوقيع والتصديق والانضمام مفتوحًا لأي دولة عضو في المنظمة العالمية للملكية الفكرية - ويبو، بموجب المادة 12 من المعاهدة. ويتعين على الدول التي توقع المعاهدة خلال السنة الأولى (حتى 24 مايو/أيار 2025) أن تصادق عليها كذلك لكي تدخل المعاهدة حيز التنفيذ. أما الدول التي تقرر الانضمام بعد فترة السنة الأولى، فستنضم من خلال ما يعرف  "بالموالاة أو الإذعان" (أي ما يعادل التوقيع والتصديق معاً).
| الدول الأعضاء في الويبو | عملية الانضمام رقم 1 | عملية الانضمام رقم 1 | عملية الانضمام رقم 1 |
| الدول الأعضاء في الويبو | التوقيع              | المصادقة             | الموالاة             |
| ----------------------- | -------------------- | -------------------- | -------------------- |
| الجزائر                 | 24 مايو 2024         |                      | n/a                  |
| البوسنة والهرسك         | 24 مايو 2024         |                      | n/a                  |
| البرازيل                | 24 مايو 2024         |                      | n/a                  |
| بوركينا فاسو            | 24 مايو 2024         |                      | n/a                  |
| جمهورية إفريقيا الوسطى  | 24 مايو 2024         |                      | n/a                  |
| تشيلي                   | 24 مايو 2024         |                      | n/a                  |
| كولومبيا                | 24 مايو 2024         |                      | n/a                  |
| الكونغو                 | 24 مايو 2024         |                      | n/a                  |
| ساحل العاج              | 24 مايو 2024         |                      | n/a                  |
| إسواتيني                | 24 مايو 2024         |                      | n/a                  |
| غانا                    | 24 مايو 2024         |                      | n/a                  |
| كوريا                   | 24 مايو 2024         |                      | n/a                  |
| ليسوتو                  | 24 مايو 2024         |                      | n/a                  |
| مدغشقر                  | 24 مايو 2024         |                      | n/a                  |
| مالاوي                  | 24 مايو 2024         |                      | n/a                  |
| جزر مارشال              | 24 مايو 2024         |                      | n/a                  |
| المغرب                  | 24 مايو 2024         |                      | n/a                  |
| ناميبيا                 | 24 مايو 2024         |                      | n/a                  |
| نيكاراغوا               | 24 مايو 2024         |                      | n/a                  |
| النيجر                  | 24 مايو 2024         |                      | n/a                  |
| نيجيريا                 | 24 مايو 2024         |                      | n/a                  |
| نييوي                   | 24 مايو 2024         |                      | n/a                  |
| باراغواي                | 24 مايو 2024         |                      | n/a                  |
| سانت فنسنت والغرينادين  | 24 مايو 2024         |                      | n/a                  |
| ساو تومي وبرينسيب       | 24 مايو 2024         |                      | n/a                  |
| السنغال                 | 24 مايو 2024         |                      | n/a                  |
| جنوب إفريقيا            | 24 مايو 2024         |                      | n/a                  |
| تنزانيا                 | 24 مايو 2024         |                      | n/a                  |
| أوروغواي                | 24 مايو 2024         |                      | n/a                  |
| فانواتو                 | 24 مايو 2024         |                      | n/a                  |